# Hanzo Lemstra van Buma
Hanzo Lemstra van Buma (Bolsward, 14 december 1762 — Benschop, 15 april 1847) was een Nederlandse uitgever, boekhandelaar en een patriottisch bestuurder.

## Leven en werk
Van Buma werd in Bolsward geboren als zoon van Burde Buma en Elske Lemstra. Hij combineerde de namen van zijn vader en moeder tot Lemstra van Buma. Omstreeks 1789 was Van Buma boekdrukker en uitgever in Sneek. Hij ondervond daar, vanwege zijn patriottische gezindheid en als uitgever van patriottische lectuur, steeds meer problemen. Hij werd in Friesland voor zijn uitgeversactiviteiten beboet en moest de uitgave van Nieuwe Mercurius of Friesche Bode staken. Omstreeks 1791 week hij met zijn vrouw Elizabeth van Raam - met wie hij in 1785 was getrouwd - uit naar Gouda. In Gouda vestigde hij zich als uitgever en boekdrukker. Met een compagnon - Matthijs Koon - gaf hij de patriottisch gezinde krant de Goudasche Courant uit. Van Buma was niet alleen uitgever en drukker van deze krant maar nam ook een belangrijk deel van het redactionele werk voor zijn rekening.
Zijn radicale, democratische opvattingen kregen na de omwenteling van 1795 meer ruimte. Van Buma werd president van de municipaliteit (het stadsbestuur) van Gouda. In 1796 werd hij benoemd tot baljuw (hoofdschout) van Gouda. Hij vervulde deze functie totdat hij in 1798 werd afgezet en werd opgevolgd door Willem Bolding. Hij bleef ook in deze periode doorgaan met het uitgeven van de Goudasche Courant. In 1795 verliet Koon het bedrijf en vertrok naar Leeuwarden om daar de Friesche Courant uit te gaan geven. Van Buma zette zijn werkzaamheden voor de krant voort tot hij in 1799 de krant overdroeg aan zijn boekhouder Nicolaas Brinkman. Van 1798 tot 1801 was Van Buma lid van het departementaal bestuur van Delft. In 1801 maakte hij deel uit van het Vertegenwoordigend Lichaam, het nationale parlement.
Van Buma vertrok in 1801 uit Gouda en vestigde zich als procureur in Benschop. Vanaf 1802 was hij secretaris, schout en gaardermeester van Benschop en Noord-Polsbroek. In 1811 werd hij benoemd tot maire van Benschop en van Noord-Polsbroek. In 1813 was hij president van de kantonnale raad van IJsselstein. Van 1814 tot 1818 was Van Buma burgemeester en schout van Benschop. Vanaf 1816 was hij vrederechter in het kanton IJsselstein en van 1839 tot 1843 kantonrechter. Van 1828 tot 1835 was Van Buma lid van Provinciale Staten van Utrecht. Hij overleed in 1848 op 84-jarige leeftijd in Benschop. Zijn zoon Jacobus was van 1818 tot 1868 schout en burgemeester van Benschop. Daarna was zijn kleinzoon Jan Arend dertig jaar burgemeester van Polsbroek. Drie generaties Van Buma bestuurden in de 19e eeuw de gemeente Polsbroek als schout, maire en burgemeester. De opvolger van Jan Arend van Buma als burgemeester, Roelof van Beusekom, was een achterkleinzoon van Hanzo Lemstra van Buma.

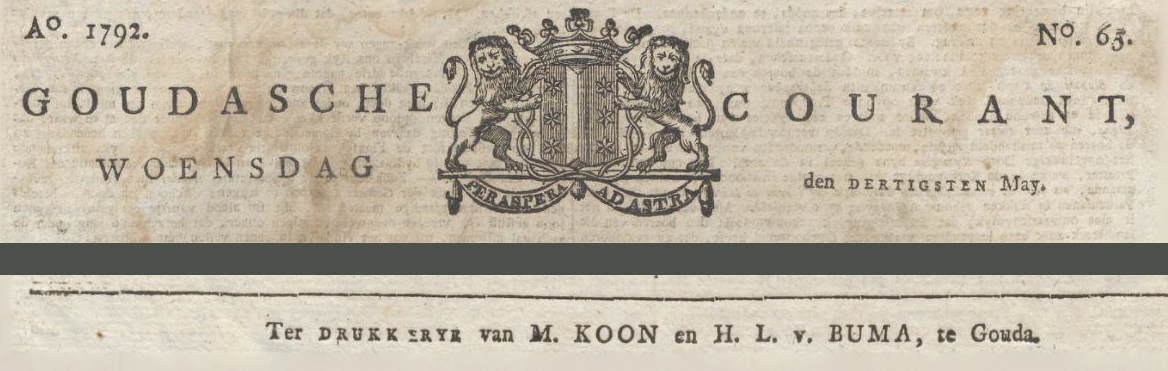
Kop- en voettekst Goudasche Courant d.d. 30 mei 1792